# Cryphiolepis striatus
Cryphiolepis striatus è un pesce osseo estinto, appartenente ai paleonisciformi. Visse nel Carbonifero inferiore (circa 340 - 330 milioni di anni fa) e i suoi resti fossili sono stati ritrovati in Europa.

## Descrizione
Questo pesce possedeva un corpo affusolato e relativamente alto, simile a quello di altri paleonisciformi come Palaeoniscum. La struttura del cranio era tipica dei paleonisciformi, con un'ampia bocca e un suspensorium obliquo. I denti erano conici, acuminati e leggermente ricurvi; denti di grandi dimensioni si alternavano con denti più piccoli. Le pinne erano dotate di fulcri; la pinna dorsale era quasi opposta all'intervallo tra le pinne ventrali e la pinna anale. La pinna caudale era fortemente eterocerca, profondamente biforcuta, dal lobo superiore molto allungato. Le scaglie presenti sul corpo erano sottili e arrotondate, raramente simmetriche e profondamente embricate. La loro parte esterna era ricoperta di ganoina finemente ornata da sottili creste poste una vicina all'altra, dalla struttura apparentemente tubolare all'interno. Le scaglie della zona della coda erano tipicamente paleonisciformi.

## Classificazione
Cryphiolepis striatus venne descritto per la prima volta nel 1881 da Ramsay Traquair, sulla base di resti fossili ritrovati in Scozia in terreni del Mississippiano. Cryphiolepis è il genere eponimo (e l'unico membro) della famiglia Cryphiolepididae, ascritta a sua volta al grande gruppo eterogeneo dei paleonisciformi. 

## Paleoecologia
Cryphiolepis era un predatore di medie dimensioni.